# زوولنیوس
زوولنیوس (به لاتین: Zvoleněves) یک منطقهٔ مسکونی در جمهوری چک است که در شهرستان کلادنو واقع شده‌است.